# Chief Minister di Montserrat
Chief Minister è stata la denominazione ufficiale del capo del governo della dipendenza britannica di Montserrat dal 1960 al 2010.
Il Chief Minister veniva nominato dal governatore di Montserrat, e veniva scelto tra i membri eletti del Consiglio legislativo. Anche il gabinetto del Chief Minister, l'Executive Council, veniva nominato dal governatore tra i membri del Consiglio legislativo e si componeva, oltre al capo del governo, dell'attorney-general, del segretario di stato alle finanze e da tre altri ministri.
Il 13 ottobre 2010, con l'approvazione della nuova costituzione da parte di Elisabetta II del Regno Unito, il capo del governo è divenuto Premier di Montserrat.

## Elenco deiChief Ministerdi Montsserrat
| Chief Minister          | In carica         | In carica                                                              | Partito                              |
| Chief Minister          | Dal               | Al                                                                     | Partito                              |
| ----------------------- | ----------------- | ---------------------------------------------------------------------- | ------------------------------------ |
| William Henry Bramble   | gennaio 1960      | dicembre 1970                                                          | Montserrat Labour Party              |
| Percival Austin Bramble | dicembre 1970     | novembre 1978                                                          | Progressive Democratic Party         |
| John Osborne (I)        | novembre 1978     | 10 ottobre 1991                                                        | People's Liberation Movement         |
| Reuben Meade (I)        | 10 ottobre 1991   | 13 novembre 1996                                                       | National Progressive Party           |
| Bertrand Osborne        | 13 novembre 1996  | 22 agosto 1997                                                         | Movement for National Reconstruction |
| David Brandt            | 22 agosto 1997    | 5 aprile 2001                                                          | Indipendente                         |
| John Osborne (II)       | 5 aprile 2001     | 2 giugno 2006                                                          | New People's Liberation Movement     |
| Lowell Lewis            | 2 giugno 2006     | 10 settembre 2009                                                      | Montserrat Democratic Party          |
| Reuben Meade (II)       | 10 settembre 2009 | 27 settembre 2011 Dal 13 ottobre 2010 come primo Premier di Montserrat | Movement for Change and Prosperity   |